# Gmina Kratowo
Gmina Kratowo (mac. Општина Кратово) – gmina w północno-wschodniej Macedonii Północnej.
Graniczy z gminami: Staro Nagoriczane i Kriwa Pałanka od północy, Koczani od wschodu, Probisztip od południa oraz Kumanowo od zachodu.
Skład etniczny
- 97,99% – Macedończycy
- 2,01% – pozostali

W skład gminy wchodzą:
- miasto: Kratowo;
- 30 wsi: Blizanci, Dimonce, Emirica, Filipowci, Gorno Kratowo, Kawrak, Ketenowo, Kneżewo, Kojkowo, Końuh, Kriłatica, Kuklica, Kunowo, Łukowo, Muszkowo, Neżiłowo, Pendak, Prikowci, Sekulica, Stracin, Szłegowo, Szopsko Rudare, Tałaszmance, Tatomir, Topołowić, Trnowac, Turałewo, Wakuf, Żełeznica, Żiwałewo.